# Wallace, Kalifornien
Wallace är en så kallad census-designated place i Calaveras County i Kalifornien. Vid 2010 års folkräkning hade Wallace 403 invånare.